# 映画学校
映画学校（えいががっこう）は映画学に特化した学校で、映画理論、映画評論、映画史、演技、撮影、照明などを学ぶ事が出来る。多くの俳優・映画スタッフを輩出し、映画界に寄与している。
映画学校による教育は日本以外でも盛んであり、国立映画大学が各国に設置されているほか、多くの映画人を輩出した実績のある映画学部も多い。日本においては専門学校や芸術系大学の一学科という位置づけが中心で、映画に焦点を絞った大学はごく少なく、国立の映画大学は存在しない。

## 映画を学べる学校

### アメリカ

#### 映画学校・専門学校
- アメリカン・フィルム・インスティチュート（AFI）
- ニューヨークフィルムアカデミー（NYFA）

#### 大学・大学院
（**は公立）
- 南カリフォルニア大学（USC）
- カリフォルニア大学ロサンゼルス校（UCLA）**
- ニューヨーク大学（NYU）
- コロンビア大学（CU）
- カリフォルニア芸術大学（CalArts）
- チャップマン大学
- エマーソン大学
- テキサス大学オースティン校（UT Austin) **
- ボストン大学
- ノースカロライナ大学芸術学部（UNCSA) **
- サンフランシスコ州立大学（SFSU) **
- 黒澤明スクールオブフィルム（アナハイム大学）

### キューバ
- ハバナ国際映画テレビ学校

### 韓国
- 韓国映画アカデミー

### 中国
- 北京電影学院
- 中央戏剧学院
- 中国传媒大学
- 重庆大学

### 日本

#### 映画学校・専門学校
- ニューシネマワークショップ
- CiNEAST
- TMS東京映画映像学校
- UTB映像アカデミー　※閉校
- 映画ビジネススクール
- 松竹キネマ俳優学校
- 日本映画学校　※閉校
- ENBUゼミナール
- 映画美学校
- 映画24区スクール
- 東放学園映画専門学校
- 日活芸術学院
- 国際映像メディア専門学校
- 国際アート&デザイン専門学校
- イメージフォーラム付属映像研究所
- 東京放送芸術&映画・俳優専門学校
- 早稲田大学川口芸術学校
- 日本工学院専門学校
- 日本工学院八王子専門学校
- 日本工学院北海道専門学校
- 専門学校東京デザイナー学院
- 専門学校東京ビジュアルアーツ映像学科
- 専門学校札幌ビジュアルアーツ映像学科
- 専門学校名古屋ビジュアルアーツ映像学科
- 専門学校九州ビジュアルアーツ#放送・映画学科
- 九州デザイナー学院放送映画学科
- ビジュアルアーツ専門学校
- HAL (専門学校)デジタル映像学科
- 金沢福祉専門学校
- 東京綜合写真専門学校
- 日本電子専門学校
- 学校法人日本写真映像専門学校
- IHIschool総合映像コース
- 文化学院放送・映画学科
- なんばクリエイターファクトリー映画コース　※閉校
- 読売理工医療福祉専門学校 放送映像学科
- 広島工業大学専門学校 映像学科

#### 映画塾
- 松竹の鎌倉映画塾
- 魁!映画塾「映画村の映画塾 映画のヒ・ミ・ツ うそ・ほんとう」
- 水野晴郎映画塾
- 映画塾京都校
- にいがた映画塾・実習コース
- 松竹京都撮影所内KYOTO映画塾
- しらたか的音楽映画塾
- しまね映画祭実行委員会・しまね映画塾
- 映像テクノアカデミア
- さっぽろ映像セミナー
- 大映脚本家養成所 - 大映東京撮影所内に1950年代に設営

#### 大学・大学院
主に全国映画教育協議会に加盟する大学の学部・学科を記載する。映像学部も参照。
- 東北芸術工科大学 デザイン工学部 映像学科
- 城西国際大学 メディア学部 メディア情報学科
- 桜美林大学 芸術文化学群 ビジュアル・アーツ専修
- 東京工科大学 メディア学部 メディアコンテンツコース
- 東京工芸大学 芸術学部 映像学科
- 東京造形大学 造形学部 デザイン学科 映画専攻領域
- 日本大学藝術学部 映画学科
- 武蔵野美術大学 造形学部 映像学科
- 早稲田大学 文学部 文学科・演劇映像コース
- 東京芸術大学大学院 映像研究科
- 日本映画大学 映画学部 映画学科
- 金沢学院大学 美術文化学部 情報デザイン学科 映像コース
- 名古屋学芸大学 メディア造形学部 映像メディア学科
- 京都芸術大学 芸術学部 映画学科
- 大阪芸術大学 芸術学部 映像学科
- 羽衣国際大学産業社会学部 放送・メディア映像学科
- 立命館大学 映像学部 映像学科
- 神戸芸術工科大学 先端芸術学部 メディア表現学科
- 倉敷芸術科学大学 芸術学部 メディア映像学科
- 九州産業大学 芸術学部 写真・映像メディア学科

#### 高等学校
- 大阪市立工芸高等学校 映像デザイン科
- 大阪市立咲くやこの花高等学校 総合学科 映像表現系列
- 埼玉県立芸術総合高等学校 映像学科

### イタリア
- イタリア国立映画実験センター

### フランス
- 高等映画学院

### ロシア
- 全ロシア映画大学

### イギリス
- 英国国立映画テレビ学校